# 大分県道603号赤木吹原佐伯線
大分県道603号赤木吹原佐伯線（おおいたけんどう603ごう あかぎふきはらさいきせん）は、大分県佐伯市を通る一般県道である。

## 概要
旧直川村と佐伯市堅田地区を結ぶ路線である。
起点（佐伯市直川）の国道10号交点から吹原集落までは2車線の広い道路が整備がされている。吹原集落を過ぎると、道は1 - 1.5車線に変わり、カーブが多くなる。吹原峠の轟トンネルを過ぎれば旧佐伯市域に入るが、そこから完全1車線になり、落葉や枯れ枝や落石が多く、路肩が弱く、ガードレールが無い上、待避所も非常に少ない悪路と化す（起点付近および佐伯市大越地区の狭隘部入口には「4t車以上通行困難」の警告標識が設置されている）。そのため、車での通行は困難かつ危険なため、直川と旧佐伯市域の連絡のためにこの道が使用されることは少なく、両地域の沿線各集落の住人が生活用道路として使用されることがほとんどである。しかし、このような険路においても轟トンネルの両側出入口には絵柄つきのカントリーサインが設置されている。轟集落に出れば、1 - 1.5車線の待避所の多い整備された道路へと変わり、その先の大越地区を過ぎれば、終点（大分県道37号佐伯蒲江線）まで2車線の道路が続く。その途中に、東九州自動車道佐伯堅田ICのバイパス道路となる農道が整備されたため、ここから終点までの交通量が多くなることから、この部分のみ再整備が進められている。
終点付近の案内標識には、かつてこの県道を利用して直川まで出られるような表示がなされていたが、現在は削除されている。

### 路線データ
- 起点：大分県佐伯市直川大字赤木（国道10号交点）
- 終点：大分県佐伯市大字長谷（大分県道37号佐伯蒲江線交点）

## 路線状況

### 道路施設

#### トンネル
- 轟トンネル：延長37 m、1936年（昭和11年）竣工、佐伯市（高さ制限2.2m）

## 地理

### 通過する自治体
- 佐伯市

### 交差する道路
| 交差する道路           | 交差する場所 | 交差する場所    |
| ---------------------- | ------------ | --------------- |
| 国道10号               | 直川大字赤木 | 起点            |
| E10 東九州自動車道     | 大字長谷     | 18-1 佐伯堅田IC |
| 大分県道37号佐伯蒲江線 | 大字長谷     | 終点            |

### 沿線
- 日豊本線 直川駅
- 佐伯温泉かぶとむしの湯（1995年に鉱泉センター直川としてオープン、2025年にリニューアル[1]）。
- 森林公園憩の森
- 直川ダム
- グリーンピア大越
- 佐伯市総合運動公園